# .mq
.mq és el domini de primer nivell territorial (ccTLD) de Martinica.
Abans, el domini el gestionava l'empresa SYSTEL, però fou absorbida per Mediaserv i va trigar un cert temps a reobrir-se.